# Court Martial
Court Martial était un groupe de punk rock de Bristol, en Angleterre, formé en 1979 et dissous en 1982. Leur style musical empruntait à la fois à la première vague punk rock (Sex Pistols et The Clash) et à la deuxième vague street punk et hardcore punk.

## Histoire

### Formation et débuts
Le groupe s'est constitué à la fin de 1979, alors que les membres étaient encore à l'école. Initialement appelé The Zeds, le groupe a changé son nom en Court Martial lorsque Ian est arrivé à la batterie. Le line-up est composé d'Alex (Chant), Simon - (guitare et chant), Richard (Basse et chant) et Ian ( Batterie). Leur manager était Brian Wright. Les premiers concerts qu'ils ont joués ont eu lieu dans des clubs de jeunes locaux, avant de jouer les premières parties de Vice Squad et Chelsea dans de plus grandes salles.

### Enregistrements
Peu de temps après avoir enregistré leur démo, ils ont signé avec Riot City Records en 1981. Ils ont enregistré trois démos. Trois morceaux de la troisième démo ont été utilisés pour le EP Gotta Get Out, avec un quatrième morceau ("Your War") utilisé sur la compilation Riot City LP Riotous Assembly dans un mix légèrement différent.  
Court Martial était un groupe assez peu connu jusqu’à 1982. Cette année, leur premier EP Gotta Get Out connait un succès dans le classement des indépendants. Ils jouent cette année au festival punk Trinity Hall de Bristol. Leur deuxième EP No Solution, passe plus inaperçu et sera leur dernier.

## Discographie

### Singles/EP
- 1982 : Gotta Get Out EP, Riot City Records
- 1982 : No Solution EP (7", EP), Riot City Records

### Compilations, rééditions, etc.
- 2009 : Your War EP, Bristol Archive Records
- 2015 : Demos & Singles 81 / 82